# 鬼平外伝 老盗流転
『鬼平外伝 老盗流転』（おにへいがいでん ろうとうるてん）は、2014年1月4日に時代劇専門チャンネルで放送された単発のテレビ時代劇である。
『鬼平犯科帳』の番外編として時代劇専門チャンネルとスカパー!が共同制作したオリジナル時代劇の第4弾である。
2013年9月にBSスカパー!で先行放送され、2014年1月4日に時代劇専門チャンネルで本放送された。

## あらすじ
時は宝暦の江戸。盗賊・桑飼の弥右衛門一党の駒吉（高橋光臣）と松蔵（加治将樹）は、仲間に裏切られて命を狙われ、上方に逃亡した末、「これからは、赤の他人。どこか道で行き会っても知らない者同士」と約束し、追分で右と左にきっぱり別れる。
それから35年が経った寛政3年2月。小間物屋の井筒屋徳兵衛（橋爪功）と名を変えた駒吉は、江戸・深川で年の離れた女房のおもん（若村麻由美）と堅気として平穏な日々を送っていた。
そんなある日、駒吉は松蔵（國村隼）と再会する。お互いに今の身の上を隠したまま、酒を酌み交わし、昔話をするうち、松蔵が「井筒屋の主人の徳兵衛を殺してくれと頼まれている」と語る……。

## キャスト
- 井筒屋徳兵衛（黒塚の駒吉）：橋爪功
- 水鶏の松蔵：國村隼
- おもん：若村麻由美
- 宗次郎：細山田隆人
- 高根の万助：佐藤銀平
- 船松の権太郎：高杉亘
- 岡村久兵衛：五代高之
- 近藤市五郎：柴田善行
- 清蔵：益岡徹
- 井原新十郎：山田純大
- 桑飼の弥右衛門：立川三貴
- 水鶏の松蔵【35年前】：加治将樹
- 黒塚の駒吉【35年前】：高橋光臣
- 立場の久六：福本清三
- 赤不動の嘉兵衛：寺田農
- ナレーション：小川真司

## スタッフ
- 監督：石原興
- 原作：池波正太郎「殺」（角川文庫『江戸の暗黒街』所収）
- 脚本：金子成人
- プロデューサー：宮川朋之、小川英洋（時代劇専門チャンネル）、佐生哲雄、足立弘平（松竹）
- 制作：時代劇専門チャンネル／松竹株式会社